# Mohammad Shahzad
Mohammad Shahzad (sinh 17 tháng 7 năm 1991) là 1 vận động viên cricket người Afghanistan và là 1 right-handed batsman, chơi ở vị trí wicketkeeper.
Shahzad đã tham gia 2009 ICC World Cup Qualifiers. Tháng 8 năm 2009 anh chơi trận first-class với đội Zimbabwe XI.
Trong tour to the Netherlands năm 2009 Shahzad đã đi vào lịch sử khi là vận động viên Afghanistan đầu tiên ghi được a century trong 1 trận đấu One Day International với 110 runs giúp Afghanistan thắng trận đấu bằng 6 wickets.
Shahzad chơi trận first-class đầu tiên thắng Netherlands. Vào tháng 1 năm 2010, đóng vai trò quan trọng trong chiến thắng trước Ireland, với 88 runs trong first-innings unbeaten 42 giúp Afghanistan thắng bằng 7 wickets.
Tháng 2 năm 2010, Shahzad chơi trận Twenty20 International đầu tiên đối đầu với Ireland, trận đó đội của anh thua 5 wickets. 
Cùng trong tháng 2, Shahzad trở thành vận động viên Afghanistan đầu tiên ghi double century trong trận đấu first-class khi anh có 214* giúp Afghanistan có chiến thắng hủy diệt 494 trước Canada tại giải Intercontinental Cup.
Shahzad là vận động viên chủ lực tại World Twenty20 Qualifier, giải đấu mà Afghanistan là nhà vô địch. Sau đó anh cùng đội tuyển tham dự 2010 ICC World Twenty20.
Shahzad là thành viên tham dự của đội vô địch tại giải 2010 ACC Trophy Elite sau chiến thắng trước Nepal trong trận chung kết bằng 95 runs.
Trong giải ICC World Twenty20, he anh chơi các trận với India và South Africa.

## One Day International Centuries
- cột dọc Runs, * tức là not out
- Match và Match Number của vận động viên

|     | Runs | Match | Against         | City/Country       | Venue                               | Year |
| --- | ---- | ----- | --------------- | ------------------ | ----------------------------------- | ---- |
| [1] | 110  | 5     | The Netherlands | Amstelveen, Hà Lan | VRA Cricket Ground                  | 2009 |
| [2] | 118  | 8     | Canada          | Sharjah, UAE       | Sharjah Cricket Association Stadium | 2010 |
| [3] | 100* | 11    | Scotland        | Ayr, Scotland      | Cambusdoon New Ground               | 2010 |